# Sokolovce
Sokolovce jsou obec na Slovensku, ležící přibližně 5 km jižně od města Piešťany. Žije zde přibližně 1 400 obyvatel. První písemná zmínka o obci pochází z roku 1293.
V obci stojí barokní římskokatolický kostel Povýšení svatého Kříže z roku 1770.

## Osobnosti
- Abraham Hanzel (1916–1944), příslušník československé zahraniční armády padlý ve druhé světové válce